# Serge Kliaving
Vous pouvez aider à l'améliorer ou bien discuter des problèmes sur sa page de discussion.
- Il n'est pas vérifiable et peut contenir des informations totalement erronées. Il est fortement conseillé aux contributeurs d'étayer son contenu par des sources fiables. Sans cela, sa suppression pourrait être envisagée. (si vous venez d'apposer le bandeau, veuillez cliquer sur ce lien pour créer la discussion et en afficher les indications). (Marqué depuis mai 2025)
- Il peut contenir un travail inédit ou des déclarations non vérifiées. Vous pouvez l’améliorer en ajoutant des références. (Marqué depuis mai 2025)

- Archive Wikiwix
- Bing
- Cairn
- DuckDuckGo
- E. Universalis
- Gallica
- Google
- G. Books
- G. News
- G. Scholar
- Persée
- Qwant
- (zh) Baidu
- (ru) Yandex
- (wd) trouver des œuvres sur Wikidata

Vous pouvez aider à l'améliorer ou bien discuter des problèmes sur sa page de discussion.
- Il ne cite pas suffisamment ses sources. Vous pouvez indiquer les passages à sourcer avec {{référence nécessaire}} ou {{Référence souhaitée}}, et inclure les références utiles en les liant aux notes de bas de page. (Marqué depuis juillet 2015)
- Son texte doit être wikifié : il ne correspond pas à la mise en forme Wikipédia (style, typographie, liens internes, liens entre les wikis, etc.). (Marqué depuis mai 2025)
- Sa forme n’est pas encyclopédique et ressemble trop à un curriculum vitæ. Modifiez le texte pour aider à le transformer en article neutre. (Marqué depuis juillet 2015)

- Archive Wikiwix
- Bing
- Cairn
- DuckDuckGo
- E. Universalis
- Gallica
- Google
- G. Books
- G. News
- G. Scholar
- Persée
- Qwant
- (zh) Baidu
- (ru) Yandex
- (wd) trouver des œuvres sur Wikidata

Serge Kliaving, né en 1960 à Paris, est un artiste français, peintre et dessinateur. Il vit et travaille dans la capitale française.

## Biographie
Serge Kliaving naît en 1960 à Paris.
Après avoir passé son enfance en banlieue parisienne, Serge Kliaving s'installe à Paris, étudie les Arts Plastiques à la Sorbonne puis devient l'assistant de plusieurs artistes français (Anne et Patrick Poirier, Michel Journiac, Bernar Venet à New York). Il commence ensuite à créer ses propres œuvres, dans un style proche des artistes Néo pop de New York où il expose fréquemment dans les années 1980 et 1990.
Toujours dans un esprit Pop, mêlé de satire, il caricature les personnages de Walt Disney (Mickey, Donald, etc.) auxquels il fait subir les pires avatars.
Au cours des années 2000, Serge Kliaving a exposé des séries de peintures et de dessins représentant des  super-héros issus des comics américains sous la forme d'icônes orthodoxes, leur donnant ainsi un caractère sacré, faisant  écho à l'idolâtrie dont ils sont actuellement l'objet. Enfin, des gouaches noires représentants des paysages tirées de ses carnets de voyages ont été présentées dans de nombreuses expositions.
En 20017, Serge Kliaving cesse d'exposer en galeries pour se consacrer à l'illustration. Il a depuis publié trois livres aux éditions du Tripode: "Hôtel Atlantide" (2019), "La Maison du Loup" (2021) et "Théâtres" (2023).

## Publications
- Hôtel Atlantide, Le Tripode, 2019, 48 p. (ISBN 9782370552051).
- La Maison du loup, Le Tripode, 2021, 120 p. (ISBN 9782370552747).
- Théâtres, Le Tripode, 2023, 144 p. (ISBN 9782370553874).

## Expositions personnelles
- 2015 : "R.Cat, S.Kliaving, M.Petit", Galerie Schwab Beaubourg, Paris
- 2012 : "Scavenger", Galerie Celal, Paris.
- 2010 : Galerie du Marché, Lausanne.
- 2009 : Galerie du Marché, Lausanne.
- 2007 : Galerie du Marché, Lausanne.
- 2005 : "Comixs", Galerie Confer, Nyon.
- 2002 : Galerie Nathalie Obadia, Paris.
- 2001 : "Logos", Galerie Nathalie Obadia, Paris
- 1998 : "Heroes", Galerie Nathalie Obadia Paris
- 1997 : Robert Berman Gallery,Los Angeles.
- 1997 : Musée de l'Ardenne,Charleville-Mézière.
- 1997 :"Dumpster Divers",(S.Kliaving\D.West),Max Fish,New York.
- 1996 : "Waste Side Story",Galerie Nathalie Obadia,Paris[2].
- 1994 : W 139,Amsterdam,organisée par l'A.F.A.A. (catalogue).
- 1993 : Galerie Nathalie Obadia,Paris.
- 1993 : Galerie Arnaud Lefebvre,Paris.
- 1993 :Kunstlerhaus Bethanien,Berlin (catalogue).
- 1992 : Galerie Arnaud Lefebvre,Paris.
- 1992 : Galerie Von Witzleben,Karlsruhe.
- 1991 : "Erdekrise",Kunstlerhaus Stuttgart.
- 1991 :Galerie Ealan Wingate,New York.
- 1991 :Galerie Von Witzleben,Karlsruhe.
- 1991 :"Barbed Wire",Munster.
- 1990 : Galerie Daniel Templon,Paris.
- 1990 :"Berlin Posters Campaign",Berlin (catalogue).
- 1990 :Galerie Koury\Wingate,New York.
- 1989 : Galerie Daniel Templon,Paris.
- 1989 :Galerie Koury\Wingate,New York.
- 1989 :Galerie "121",Anvers.
- 1989 :Galerie Pierre Huber,Genève.
- 1989 :Galerie Anselm Dreher,Berlin.

## Expositions collectives
- 2015 : "89\90 II (Presence of the Past)", Galerie Anselm Dreher, Berlin.
- 2015 : "Retour sur l'Abime", Musées de Belfort, Belfort (catalogue).
- 2015 : "Minimenta", Galerie Point Rouge, Paris.
- 2015 : Galerie Schwab Beaubourg, Paris.
- 2015 : Galerie Celal,Paris.
- 2014 : "The 35 Anniversary Show", Robert Berman Gallery, Santa Monica, Ca.
- 2014 : "Sur Papier", Galerie Celal, Paris.
- 2014 : "Le Mur", La Maison Rouge, Paris (catalogue).
- 2013 : "Urban Brains", Galerie Celal, Paris.
- 2013 : "Accrochages", Galerie Celal, Paris.
- 2012 : Galerie du Marché, Lausanne.
- 2012 : Galerie Celal, Paris.
- 2011 : "Quelque Chose 2", Galerie Anselme Dreher, Berlin.
- 2011 : "Uchronie", FRAC-Franche-Comté, Galerie Klatovy\Klenova,Pragues..
- 2010 : "Portrait de l'Artiste en Motocycliste", Musée de la Chaux-de-Fond (catalogue).
- 2009 : "90", FRAC Franche-Comté, Saline royale d'Arc et Senans.
- 2009 : "Rien sur Darwin", IUFM-Fort Griffon, Besançon.
- 2009 : "Portrait de l'Artiste en Motocycliste", Le Magasin,Grenoble.
- 2008 : Galerie Seine 51, Paris.
- 2008 : "Aldrich Undercover", The Aldrich Art Museum, Ridgefield.
- 2007 : Galerie Seine 51, Paris.
- 2007 : "Body as Spectacle", Museum of Modern Art, Fiume - Rijeka (catalogue).
- 2006 : "K 48:An Evening to Benefit", John Connelly Présents, New York.
- 2006 : "Mickey Dans Tous Ses Etats", Galerie Artcurial, Paris (catalogue).
- 2006 : Galerie Seine 51 Paris.
- 2005 : "Serendipity", Galerie Console, Paris.
- 2004 : "Je M'Installe Aux Abattoirs", Agnès B., Les Abattoirs, Toulouse.
- 2004 : "L'Intime", La Maison Rouge, Paris.
- 2004 : Galerie Du Fleuve, Paris.
- 2004 : "John Expose", La Maison, Trouville.
- 2004 : "3rd Berlin Biennal for Contemporary Art",Berlin (catalogue).
- 2004 : "A Dessein", Musée des Beaux-Arts, Dole.
- 2003 : "K 48:Kult Klubhouse", Galerie Deicht Project,Williamsburg,Brooklyn,New York.
- 2003 : "F.I.A.C. 2003", Galerie du Jour\Agnès B,Paris.
- 2003 : "Œuvres en Vitrine", Maison de la Franche-Comté (FRAC Franche-Comté),Paris.
- 2003 : "What about New York?", Galerie du Jour\Agnès B,Paris.
- 2003 : "Daag Ons Niet Uit", Galerie Marres, Maàstricht.
- 2003 : "Camp Cult", Dylan Hotel, New York.
- 2003 : "Imago", Musée des Beaux-Arts, Dole.
- 2003 : "Œuvres sur Papier", Galerie Nathalie Obadia, Paris.
- 2002 : "K 48", John Connelly Présents, New York.
- 2002 : "Faire Son Marché", Pont de Roide, FRAC Franche-Comté.
- 2002 : "Super héros", Galerie Edward Mitterrand, Genève.
- 2002 : "Vu de Prés\Close Up", Cuchifritos, New York.
- 2002 : "The Thing.net Auction", New York.
- 2001 : "Le Lieu du Crime", FRAC Franche-Comté, Besançon
- 2000 : "Une Histoire de Genre", FRAC Franche-Comté, Bourgogne.
- 2000 : "FNAC,FRAC,FPAC!!!", Art Process, Paris.
- 2000 : "Bulles-Net", FRAC Franche-Comté, Ornans.
- 1999 : "Animals", Musée Sarret de Grozon, Arbois.
- 1998 : Collection Nomade", FRAC Franche-Comté, Instituts Français de Rabat, Kenitra, Casablanca, Meknès et Fès, Maroc (catalogue).
- 1998 : "Inaugural Exhibition", Sintra Museu De Arte Moderna, Sintra,Portugal.
- 1998 : "Février à New York", Galerie Nathalie Obadia, New York.
- 1997 : Halle Saint-Pierre, Paris.
- 1997 : Cité Internationale des Arts, Paris.
- 1996 : "Austerlitz Autrement", Galerie Nathalie Obadia, Paris.
- 1996 : "Cartes Postales", Galerie Attia Bousbaa, Paris.
- 1996 : "I'm still Curating", Lieu A.C., Heidenheim.
- 1995 : "Morceaux Choisis du Fonds National d'Art Contemporain", Le Magasin, Grenoble (catalogue).
- 1995 : "XXVIe Rencontres Internationales de la Photographie", Arles (catalogue).
- 1995 : "Text-Zeichen-Bild, Galerie Von Witzleben, Karlsruhe.
- 1994 : "En Français dans le Texte", Galerie Attia Bousbaa, Paris.
- 1994 : Galerie Nathalie Obadia, Paris.
- 1993 : "Building, Dwelling, Thinking, Feeling", Galerie Borgemeister, Berlin.
- 1993 : "Fontanelle", Potsdam (catalogue).
- 1993 : "Integral", Berlin (catalogue).
- 1992 : "The IKS Project", Sarrebruck (catalogue).
- 1992 : "It Is It", Galerie Anselm Dreher, Berlin.
- 1992 : "Génériques", Hôtel des Arts, Paris.
- 1992 : "Geld oder Leben" Galerie Von Witzleben, Karlsruhe.
- 1991: "Recent History", Galerie Read, Canterbury.
- 1991 : "Art of Advocacy", Aldrich Museum, Ridgefield (catalogue).
- 1991 : Galerie Anselm Dreher, Berlin.
- 1991 : "Dénonciation", Rouen et Barcelone, (catalogue).
- 1990 : "Small Works", Galerie Koury / Wingate, New York.
- 1990 : "Résistances", Musée de Sainte-Croix, Poitiers (catalogue).
- 1990 : "Spent", New Museum of Contemporary Art, New York.
- 1990 : "Itinéraire", Levallois-Perret (catalogue).
- 1990 : "La Collections des Collections", La Défense, Paris.
- 1990 : "Salon de Montrouge 90", Montrouge (catalogue).
- 1990 : "The young and the Restless", Baltimore Museum of Art, Baltimore.
- 1989 : "Hambourg Projekt 89", Künstverein, Hambourg (catalogue).
- 1989 : "D&S Austellung", Künstverein, Hambourg (catalogue).
- 1989 : "Summer group Show", Dart Gallery, Chicago.
- 1989 : "Interim Jeune 1", Galerie Interim Art, Londres.
- 1989 : "Jet Lag" , Turon Travel Inc., New York.
- 1989 : "Œuvres récentes", Galerie Daniel Templon, Paris.
- 1988 : "Summer 88", Galerie Koury / Wingate, New York.
- 1988 : "Life Like", Galerie Lorence-Monk, New York.
- 1988 : "Ateliers 88", ARC, Musée d ART Moderne, Paris (catalogue).
- 1988 : "Inaugural Exhibition", Galerie Koury / Wingate, New York.
- 1988 : "Public Concept", Hambourg (catalogue).
- 1988 : "Signes des Temps", Galerie Ghislaine Hussenot, Paris.